# Belgiens historia
Belgiens historia sträcker sig från folkvandringstiden till dagens Belgien. Konungariket Belgien har varit en självständig stat sedan 1830.
Belgien delar mycket av sin historia med de andra Benelux-länderna. Landets historia har också karaktäriserats av dess läge i ett gränsområde mellan olika språk- och kulturområden, centralt beläget i Europa där flera europeiska stormakter har haft olika intressen.

## Folkvandringstid

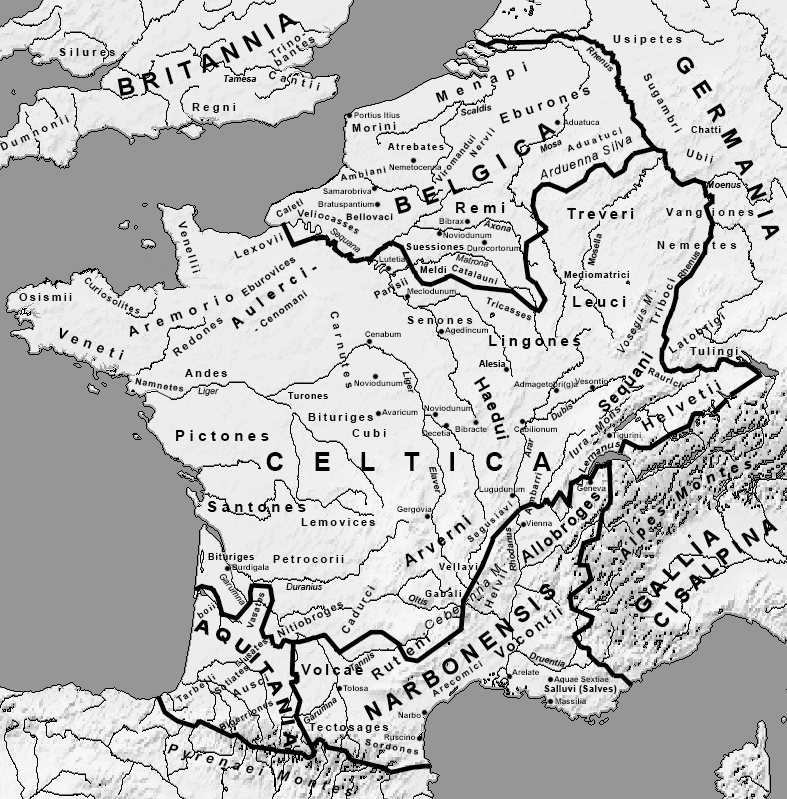
Karta över de galliska stammarnas utbredningsområden, inklusive Belgica.

Beteckningarna belgier och Belgica förekommer för första gången i historien omkring år 50 f.Kr., vid tiden för Julius Caesars galliska krig, men syftade då på hela det av belgier bebodda området mellan Seine och nedre Rhen. En del av detta område, som innefattas av det nuvarande Belgiens gränser, erövrades av Caesar och ingick i den romerska provinsen Germania inferior. Belgierna var av keltiskt men också delvis av germanskt ursprung. Det germanska inslaget förstärktes när frankerna på 400-talet införlivade landet med sitt rike.

## Medeltid

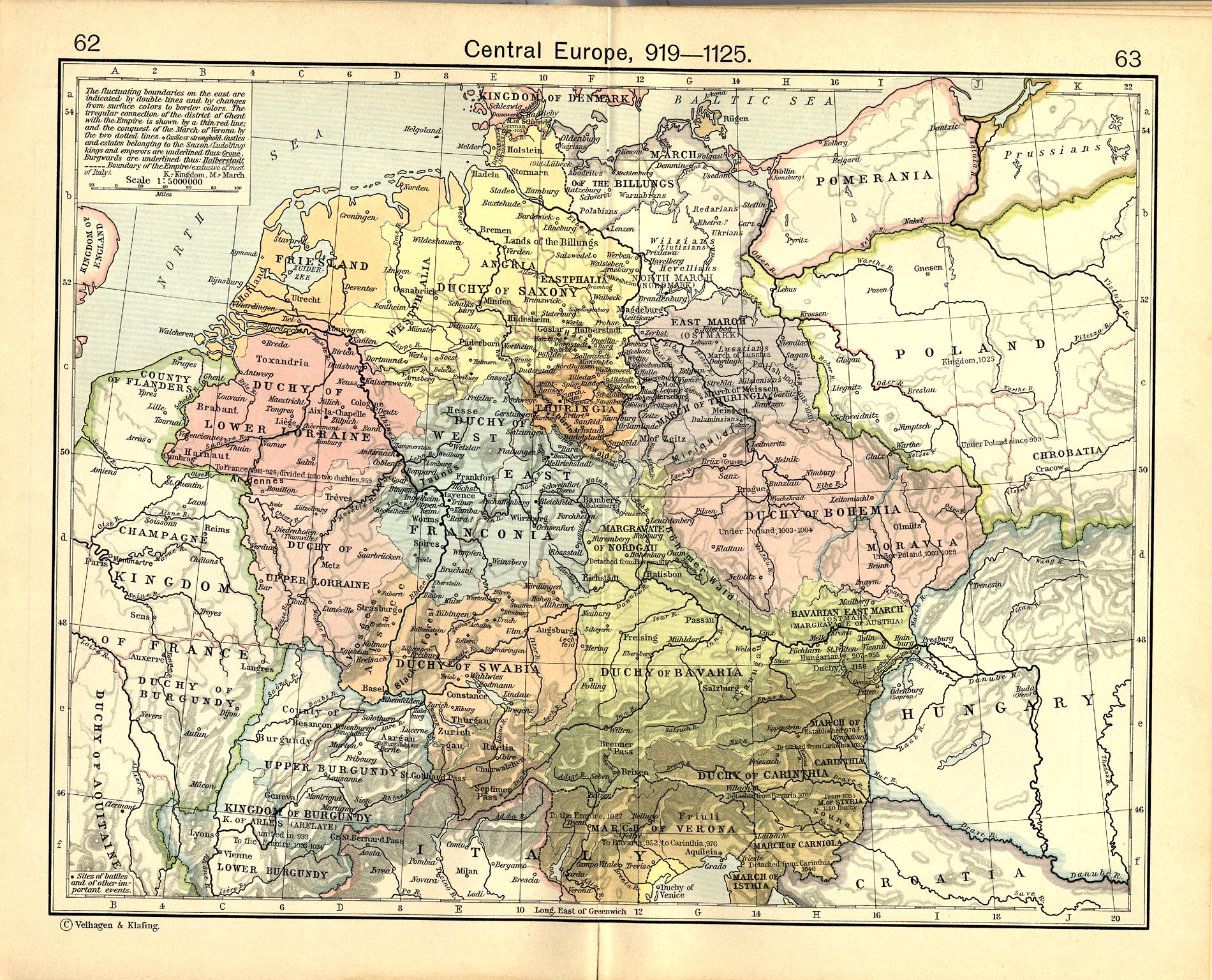
Karta över Centraleuropa år 919–1125.

När fördraget i Verdun skrevs 843 delades Belgien mellan Karl den stores ättlingar, varvid Schelde blev gräns, till en början mellan Frankrike och kungariket Lothringen; det senare underställde sig dock omkring 925 Henrik I av Tysk-romerska riket. Inom den franska delen uppstod grevskapen Flandern och Artois, medan den tyska tillhörde hertigdömet Nedre Lothringen, vilket under 900- och 1000-talen delades i grevskapen Namur och Hainaut, hertigdömena Brabant, Luxemburg och Limburg, herrskapet Malines och andliga furstendömet Liège. Feodalväsendet nådde en stark utveckling i dessa områden, vilka tillsammans med de områden som låg norr därom kom att kallas "Nederländerna". Trots krig och inre stridigheter bildades "gillen" i de samtidigt uppblomstrande stadssamhällena till skydd mot de världsliga och andliga stormännens förtryck. Den främsta platsen bland länsherrarna intog de flandriska grevarna. Deras arvtagare, hertigarna av Burgund, lyckades 1384 förena samtliga de nederländska landskapen under sitt välde, i både norr och söder, och dessa gick, jämte övriga burgundiska länder utanför Frankrike, genom arv år 1482 över till det habsburgska huset.

## Habsburg-tiden
Vid Karl V:s abdikation 1555 övergick Belgien till huset Habsburgs spanska gren, representerad av Filip II. Samtliga Nederländerna revolterade mot Filips despotism. De sju norra, till största delen protestantiska provinserna bildade under kampen för religiös och politisk frihet en av Spanien oberoende stat, Republiken Förenade Nederländerna (1579, erkänd 1648). De södra, rent katolska provinserna blev kvar under den spanska kronan och kallades vanligen, i motsats till de förra, Spanska Nederländerna. De var skådeplatsen för Spaniens följande krig med Frankrike. Frankrike övertog betydande områden (Artois, delar av Flandern, med mera), innan de efter spanska tronföljdskrigets slut 1713 tillföll Österrike. Kejsar Josef II:s våldsamma reformer i det som då kallades Österrikiska Nederländerna framkallade oroligheter. 1790 förklarade sig alla provinserna oberoende med namnet Belgiens förenta stater. Innan årets slut måste de dock återigen underkasta sig österrikarna. Striderna vid Jemappes (1792) och Fleurus (1794) förde landet under fransmännens styre.

## Den franska tiden

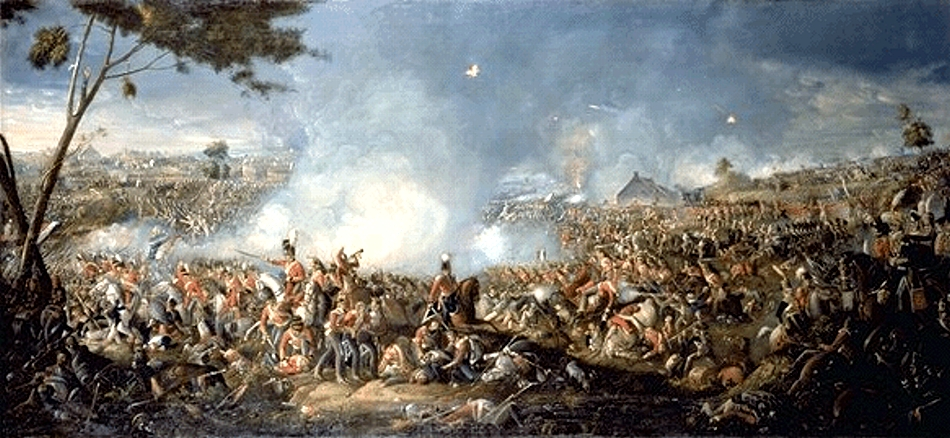
Skildring av slaget vid Waterloo.

Österrike avträdde formellt landet 1797 och 1801 till Frankrike. Det ledde till en mängd samhällsreformer: alla gamla feodala privilegier avskaffades, undervisningen förbättrades, finansförvaltningen blev enklare, provinserna fick likartad förvaltning (9 departement) och lagskipning ("Code Napoléon", "Code pénal"), och så vidare.
Slaget vid Waterloo, som kom att avsluta Napoleonkrigen, stod 18 juni 1815 strax söder om Bryssel. Napoleon besegrades och Belgiens tid som franskt avslutades.

## Förening med Nederländerna
Genom Wienkongressens beslut förenades 1815 provinserna med den tidigare nederländska republikens område till konungariket Nederländerna under huset Oranien (författning av 24 augusti 1815). Föreningen var dock på många sätt så onaturlig att den knappast kunde finnas kvar länge. Förutom skillnader i religion, språk och seder fanns även stridiga materiella intressen: de norra provinserna var företrädesvis handelsinriktade, de södra däremot fabriksinriktade. Det dröjde inte länge förrän allvarliga slitningar uppstod. Regeringen försökte lösa dem genom att förfölja den oberoende pressen och de förnämsta oppositionsledarna (de Potter med flera). Den franska julirevolutionen år 1830 blev den tändande gnistan.

## Det belgiska upproret

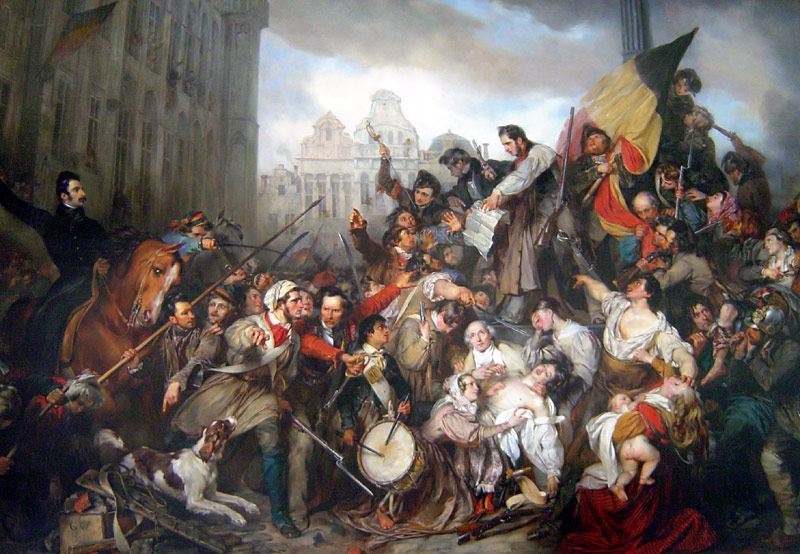
Episod från belgiska revolutionen 1830, målning från 1835 av Gustave Wappers.

Det uppror (ibland kallat belgiska revolutionen) som ledde till Belgiens självständighet utbröt först i Bryssel 25 augusti 1830 och sedan i andra städer. En provisorisk regering slog i september tillbaka ett holländskt angrepp på Bryssel och utfärdade 4 oktober Belgiens oavhängighetsförklaring, vilken 19 november, medan holländarna bombarderade Antwerpen, bekräftades av en nationalkongress och 20 december erkändes av stormakterna på Londonkonferensen. En ny författning antogs 7 februari 1831, och den protestantiske prins Leopold I (1831–1865) av Sachsen-Coburg valdes 4 juni samma år till kung. Han besteg tronen som Leopold I den 21 juli, vilket sedan dess är Belgiens nationaldag.
Frågan om gränsen (delningen av Luxemburg och Limburg) medförde krigiska förvecklingar. En holländsk här anföll Belgien och segrade vid Hasselt och Louvain 1831, men fördrevs av en fransk kår; fransmännen erövrade det av holländarna besatta citadellet i Antwerpen 23 december 1832. Krigshandlingarna fick sin avslutning först sedan Holland (1838) och Belgien (1839) antagit de på Londonkonferensen 6 oktober 1831 beslutade 24 artiklarna angående delningen. I den slutliga freden 19 april 1839 beslutades om holländarnas rätt att uppbära Schelde-tull och Belgiens andel (5 miljoner gulden årlig ränta) i den holländska statsskulden. Den 15 november 1831 hade stormakterna garanterat Belgien ständig neutralitet.

## Det självständiga Belgien under 1800-talet
Belgiens historia efter självständighetsförklaringen och fram till första världskriget är historien om ett inre utvecklingsarbete under ständig slipning emellan de politiska partierna: klerikala och liberala samt socialisterna. Möjligen var Belgiens garanterade neutralitet anledningen till att uppmärksamheten så intensivt riktats inåt och att partikampen blev så förbittrad. Men även de nationella och ekonomiska motsättningarna emellan flamländarna, som till större delen bedrev jordbruk, och de industriidkande vallonerna gjorde sitt till. 
Ett strikt parlamentariskt styrelsesystem tillämpades i Belgien, så en översikt av ministärerna lämnar en bild av partiernas växlande majoriteter:
- 1834–1840 – de Theux och Muelenaere (klerikala)
- 1840–1841 – Lebeau och Rogier (liberala)
- 1841–1845 – Nothomb (moderat-klerikal)
- 1845–1846 – van de Weyer (liberal)
- 1846–1847 – de Theux (klerikal)
- 1847–1852 – Rogier (liberal), införde en stadga om undervisningen 1850 och slöt viktiga handelsfördrag samt inrättade en nationalbank
- 1852–1855 – Bruckère (moderatliberal), lyckades avvärja Napoleon III:s annekteringsförsök
- 1855–1857 – greve Yilain XIIII och de Decker (moderatklerikala)
- 1857–1867 – Rogier (liberal), rustade upp försvaret av den sydliga gränsen samt Antwerpens fortifikationer på grund av det förnyade hotet från Napoleon III
- 1867–1870 – Frère-Orban (liberal), fick arméns årskontingent ökad och den aktiva tjänstgöringstiden utsträckt
- 1870–1871 – d'Anethan (klerikal), mobiliserade under fransk-tyska kriget armén till gränsens försvar och uppfyllde strängt neutralitetens förpliktelser trots att stora delar av befolkningen sympatiserade med fransmännen
- 1871–1874 – de Theux (klerikal), med finansministern Malou som centralfigur
- 1874–1878 – d'Aspremont-Lynden (klerikal), även denna med Malou som centralfigur

### Konflikt mellan klerikaler och liberaler
Under ministern d'Aspremont-Lynden, som lät det flamska språket komma till användning vid domstolarna i flamska provinser, växte det klerikala partiet. Principen om kyrkans skilsmässa från staten upprätthölls strikt, ungdomen drogs till gymnasierna som leddes av jesuiterna och till det fria universitetet i Louvain; klostrens antal växte, och kyrkan ingrep med sina maktmedel vid kommunal- och riksdagsmannaval. Förgäves slöt sig vallonska och flamska liberaler samman vid valen 1876. Genom en uppenbar valkorruption segrade de klerikala, men orsakade också att en lag antogs 1877 mot bestickning vid val och att stadsrepresentanternas antal ökade. 
Vid valen i juni 1878 segrade liberalerna. Den liberala ministern Frère-Orban (1878–84) genomdrev därpå 1879 en folkskolestadga. Den innebar att det, i nödfall med statsunderstöd, i alla kommuner skulle inrättas allmänna skolor under statens uppsikt med lärare, som fått sin bildning vid statens seminarier. Kyrkans bidrag till barnuppfostringen inskränktes till religionsundervisningen. När kyrkan använde alla möjliga medel för att locka föräldrarna att skicka sina barn i dess skolor, vände sig regeringen till påven med en begäran om att stoppa prästerskapets framfart. När regeringen slutligen kom till insikt om, att påven gillade den kyrkliga oppositionen, avbröt den 1880 de diplomatiska förbindelserna med den heliga stolen. 1881 fördubblades statsgymnasiernas antal och fler lärarseminarier startades. 
Ett budgetunderskott, delvis förorsakat av utgifterna för statsskolorna, medförde nya eller ökade skatter, och att den i viss mån antireligiösa läroplanen visade sig opraktisk, var omständigheter som gav klerikalerna vapen i händerna. Tillsammans med de liberalas brist på sammanhållning och en radikal fraktions (under Paul Jansons ledning) krav på allmän rösträtt gav det klerikalerna majoritet i bägge kamrarna vid 1884 års val. 
Den nye konseljpresidenten, Malou, gick dock för burdust till väga i klerikal iver. Han förnyade av förbindelsen med Rom och utfärdade av en klerikal skollag av 20 september 1884. Det hastigt växande missnöjet tvingade honom att träda tillbaka i oktober, varefter den moderat-klerikale Beernaert (1884–94) ställdes i spetsen för regeringen. Det drabbade statsskolorna: redan vid 1885 års slut var av de 1 933 statsskolorna 877 stängda, medan 1 465 av de religiösa förklarade som allmänna. 
Socialistiska agitationer framkallade arbetaroroligheter i Liège och Charleroi, vilket krävde vapenmakt för att stoppas, i mars 1886). De doktrinärliberala, som ville upprätthålla det gamla liberala partiets traditioner, nämligen kamp för folkupplysning och frihandel samt mot klerikalismen, fick minskat inflytande. Förföljelselusten och den hänsynslöst framträdande ateismen hos radikalerna, det vill säga de liberala, som fordrade stora samhällsreformer, särskilt till arbetarnas bästa ledde till oro. Allt detta ökade den klerikala majoriteten i kamrarna vid valen 1886. Klerikalerna hade tyngdpunkten av sitt parti i de flamländska, jordbruksidkande provinserna, medan liberalerna hade sin huvudstyrka i de vallonska industriidkande provinserna. Klerikalerna arbetade för flamländarnas likställighet med vallonerna. De genomdrev, till och med mot de flamländska liberalernas motstånd, 1887–1888 att officerarna var tvungna att ha kunskap i det flamländska språket och att detta förklarades valfritt vid domstolarna i flamska och halvflamska provinser. Regeringens finansförvaltning lämnade genom sparsamhet och en skickligt fullföljd räntekonvertering lysande resultat, till skillnad från den föregående liberala ministären. Stärkt av 1890 års positiva valresultat kunde regeringen förmå kamrarna att acceptera kung Leopolds önskan om ett räntefritt lån på 25 miljoner francs på tio år som suverän över Kongostaten. Därefter skulle belgiska staten ta över Kongo med alla dess rättigheter och skyldigheter. Den 11 augusti 1889 offentliggjorde kungen sitt testamente, enligt vilket under alla omständigheter Kongostaten skulle tillfalla Belgien efter hans död.

### Den allmänna rösträtten
År 1890 antog rösträttsfrågan väldiga proportioner. Den gällande lagen, som enbart gav två procent av befolkningen rösträtt, accepterades inte längre av över 100 000 arbetare i södra Belgien. Dessa genomförde en strejk i maj 1890, där de krävde allmän rösträtt. En folkriksdag i Bryssel i augusti samma år skickade en hotfull skrivelse till kungen om samma sak. Skrivelsen tryckte på behovet av en författningsrevision och representantkammaren beslutade enhälligt om en sådan i november samma år, enligt Paul Jansons förslag. 
Det tog tre och ett halvt år att behandla och nå ett beslut och lagstiftning om rösträtt. Meningarna var delade om hur långt rösträtten skulle utsträckas: om den skulle bli allmän, knytas till val på lägre nivå, förbehållas vissa stora kategorier av medborgare och så vidare. 
En stark rörelse för allmän rösträtt gjorde sig gällande bland arbetarna. Socialistagitatorer uppmanade dem att tvinga fram en sådan genom en allmän strejk. Då alla författningsförslag föll i kamrarna i april 1893, började också arbetarna sätta en allmän strejk i verket, och det kom till blodiga sammanstötningar. Ställd inför dessa oroligheter, antog bägge kamrarna i april ett förslag från Kyssen om allmän rösträtt, vilket bestod i en röst för alla belgier som fyllt 25 år, samt ytterligare en eller två röster för vissa kategorier av medborgare (så kallat pluralvalsystem).
Efter att Beernaert infört de nya vallagarna, bildade den strängt klerikale inrikesministern de Burlet i mars 1894 ett kabinett, som lyckades genomföra rösträtts- och valreformen med sådana garantier mot en maktförskjutning, att de klerikala segrade vid första valen enligt den nya vallagen i oktober samma år. 
Därmed hade det doktrinärliberala partiet spelat ut sin roll. I april 1895 antog kamrarna trots arbetarpartiets kraftfulla protester en ganska konservativ kommunalvallag och samma år en ny skollag. Till följd av sitt motstånd mot ny militärordning (med allmän värnplikt) trädde de Burlet i februari 1896 tillbaka. Den förre finansministern de Smet de Naeyer övertog regeringen men löste inte försvarsfrågan. Då kungen yrkade på en reform av den i vida kretsar impopulära vallagen, i januari 1899, lämnade de Smet sin plats för kabinettet Vandenpeereboom. 
Då dess förslag till proportionella val (avsedda endast for de sju större antiklerikala valkretsarna, varigenom de klerikalas makt skulle fastslås) skapade motstånd och en vallagskommitté inte kom till enighet, blev de Smet i augusti åter konseljpresident. Ett från radikalt håll väckt förslag om allmän och lika rösträtt förkastades av kamrarna, som däremot antog en lag (utfärdad 29 december) om proportionella val. (1896 hade proportionsval införts för de kommunala valen i städer med över 30 000 invånare.) Vid denna lags första tillämpning, i maj 1900, minskades den klerikala majoriteten något i bägge kamrarna. 
Enligt 1890 års överenskommelse var det tid för Kongostatens förening med Belgien men kungen protesterade med hänvisning till sitt testamente, och ett regeringsförslag om uppskov antogs i juli 1901. I mars 1902 deltog alla antiklerikala partier i en massdemonstration i Bryssel för en författningsrevision till förmån för allmän och lika rösträtt. I april antog rörelsen en rent av revolutionär karaktär. Dagligen förekom blodiga sammanstötningar, tidvis rena gatustrider mellan arbetarna och ordningsmakten, och en "storstrejk", antagligen den största Europa dittills sett, sattes i verket. Kamrarna avslog dock den 18 april förslaget om författningsrevision för allmän och lika rösträtt. Arbetarna återgick till arbetet, och vid valen i maj ökades regeringspartiets majoritet i representationen. Vid valen till provinsråden 1904 led emellertid det klerikala partiet flera förluster.

### Kongostaten
Kongostaten, Kongofristaten eller Fristaten Kongo var åren 1885–1908 en koloni i Centralafrika i personalunion med Belgien. Kolonin tillhörde kung Leopold II av Belgien personligen, men denne tvingades överlämna kolonin till den belgiska staten sedan en omfattande internationell proteströrelse i början av 1900-talet uppmärksammat de omänskliga metoder med vilka landets sköttes. Det anses att folkmängden i området halverades under Leopolds styre, vilket motsvarar mellan 8 och 30 miljoner döda, beroende på vilken befolkningsuppskattning som görs.

## Första världskriget
Under första världskriget 1914–1918 blev Belgien invaderat av Tyskland och många av de blodigaste slagen under kriget skedde på belgisk mark, framför allt i Flandern.

### 1914

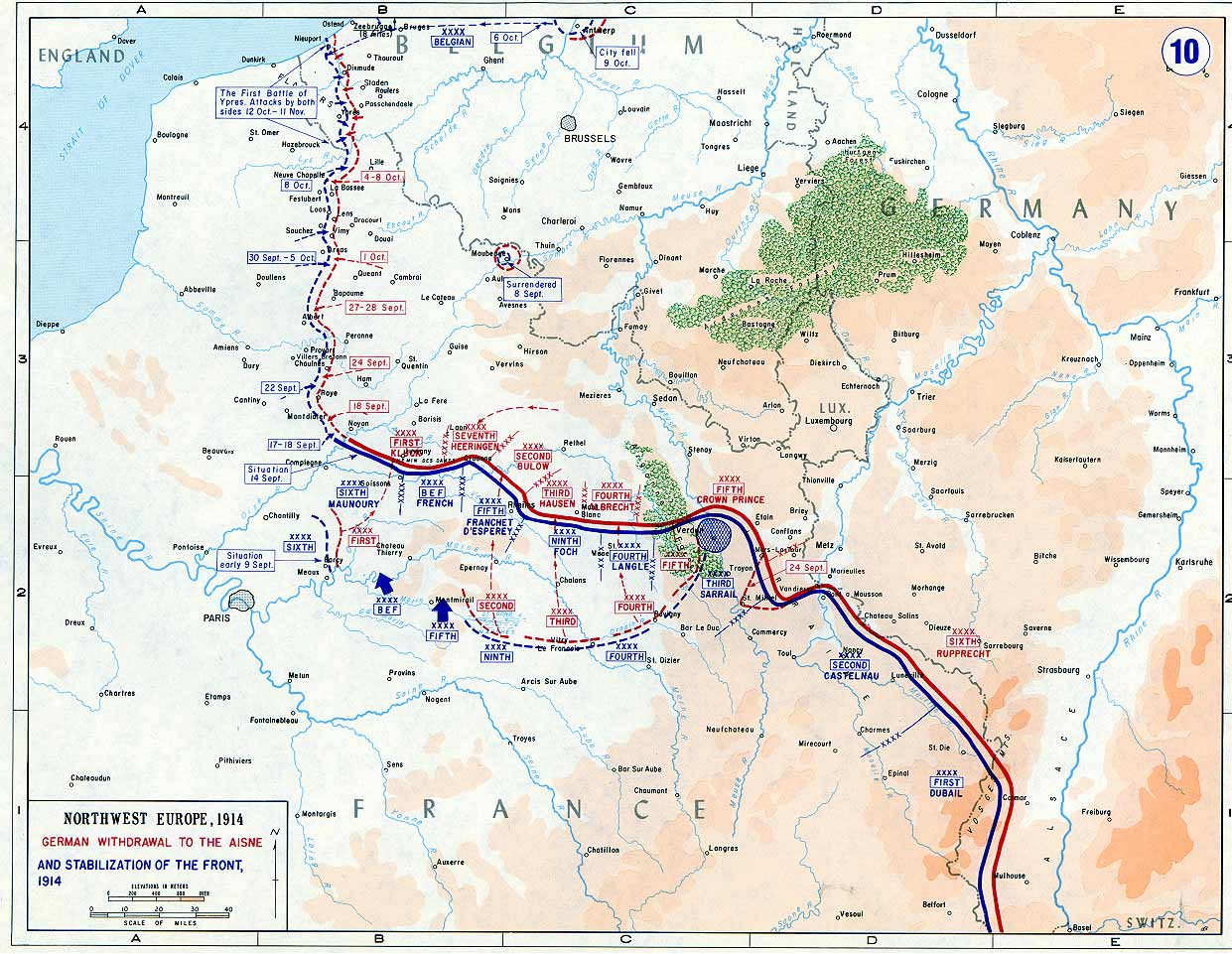
Karta över västfronten 1914.

I samband med krigets utbrott 1914 försökte Belgien förbli neutralt. 31 juli 1914, tre dagar efter Österrike-Ungerns krigsförklaring mot Serbien, beordrades allmän mobilisering till skydd för landets neutralitet. Vid detta tillfälle befann sig den belgiska armén i omvandling till följd av den värnpliktslag som införts 30 augusti 1913.
Dagen efter den belgiska mobiliseringsordern, 1 augusti, invaderades grannlandet Luxemburg av Tyskland. Den tyska krigsplaneringen, Schlieffenplanen, förutsatte tillgång till belgiskt territorium för uppmarschen mot Frankrike och den 2 augusti krävde Tyskland därför att Belgiens regering tillät tyska trupper att ta sig genom landet. Regeringen nekade till denna begäran 3 augusti, och natten mellan 3 och 4 augusti 1914 invaderades Belgien av tyska trupper i trakten sydväst om Aachen, som ett led i en framstöt i riktning mot Liège. Invasionen av Belgien var den omedelbara orsaken till att Storbritannien mobiliserade sin armé och förklarade Tyskland krig, eftersom man var en av garanterna för Belgiens neutralitet. Brittiska garantier om stöd i händelse av tysk invasion hade förhandlats fram redan 1906. Detta läge för den tyska inmarschen hade valts för att tyskarna snabbt ville forcera den befästa belgiska Maas-linjen, där Liège var en befäst nyckelposition, och en särskild snabbt gripbar styrka hade samlats för detta ändamål. Redan den 5 augusti 1914 stod tyska trupper framför Liège, som utsattes för tung artilleribeskjutning. Liège kapitulerade 16 augusti.
Medan belägringen av Liège pågick hade den belgiska armén mobiliserats och gått i försvarsställning längs linjen Wavre-Louvain, som man planerade hålla tills en fransk-brittisk armé skulle komma till stöd. Samtidigt hade den tyska arméns huvuddel genomfört sin strategiska uppmarsch och hade fallit in med stora truppmassor i Belgien, framför allt bestående av 1:a, 2:a och 3:e tyska arméerna. För att undvika att bli inringad drog sig den belgiska armén tillbaka från Gette i riktning mot Antwerpen, dit den belgiska regeringen omlokaliserats. Bryssel föll i tyskarnas händer utan motstånd 20 augusti 1914. Fästningen Namur började bombarderas av tyskarna 21 augusti 1914, och kapitulerade 26 augusti. En stor del av de belgiska fälttrupperna från Namur tog sig dock över till Frankrike och transporterades sjövägen till Antwerpen som förstärkning.
Samtidigt som tyska trupper intog en stor del av Belgien ryckte allierade trupper från Frankrike och Storbritannien in i landet för att försöka stoppa dem. En snabbt dittransporterad armékår från den 2:a franska armén i Lorraine var först med att hamna i strid med de tyska trupperna då den 12 augusti lyckades stoppa en tysk kavallerikår från att rycka fram till Givet. Den brittiska styrkan, British Expeditionary Force (BEF), transporterades över engelska kanalen, samlades vid Valenciennes, och ryckte under perioden 14 augusti till 21 augusti in i Belgien i riktning Maubeuge-Mons. Det dröjde dock till i september 1914 innan BEF var fulltalig. De första stora slagen mellan de tyska och de allierade trupperna i Belgien gick mycket illa för de senare. 23 till 24 augusti 1914 utspelades samtidigt tre stora slag som alla snabbt slutade med att de brittiska respektive franska trupperna var tvungna att retirera: slaget vid Mons (BEF och 1:a tyska armén), slaget vid Charleroi (5:e franska arméns vänstra flygel mot 2:a tyska armén) respektive slaget vid Dinant (5:e franska arméns högra flygel mot 3:e tyska armén). Dessa bakslag ledde till att de franska planerna på ett storskaligt intåg i Belgien fick överges. De tyska framryckningarna stoppades först inne på franskt territorium, i samband med slaget vid Marne, där en snabb tysk seger förhindrades.
I slutet av augusti befann sig stora delar av den belgiska armén i det belägrade Antwerpen, som inledningsvis huvudsakligen omringades av tyska reservtrupper. I tre omgångar, 25 till 26 augusti, 9 till 13 september och 24 september, försökte de belgiska trupperna genomföra anfall i sydlig riktning i syfte att skära av de tyska förbindelselinjerna genom Belgien och återta Bryssel. De belgiska styrkorna hade vissa framgångar med lyckades inte uppnå sitt syfte. Den 27 september 1914 inleddes på allvar den tyska belägringen av Antwerpen. 28 september till 6 oktober besköts de belgiska ställningarna framför staden av tyskt belägringsartilleri. Sedan flera av forten förstörts kunde tyskarna gå över floden Nethe och få fram artilleri tillräckligt nära för att 8 oktober börja beskjuta själva staden Antwerpen. Huvuddelen av den belgiska fältarmén hade den 7 oktober lämnat Antwerpen i riktning mot Ysers nedre del. Staden försvarades av återstående belgiska förband och brittiska styrkor (tre matrosbrigader) som anlänt 4 till 6 oktober. Försvaret visade sig vara utsiktslöst och Antwerpen kapitulerade den 9 oktober 1914.
Efter Antwerpens fall behärskades så gott som hela Belgiens territorium och alla de största städerna av tyskarna. Den belgiska regeringen tog 13 oktober sin tillflykt till Le Havre. Kung Albert I stannade hos återstoden av den belgiska armén, som fortsatte att slåss på den allierade sidan, på flanken närmast havet, där det första slaget vid Ypres (Ypern) utspelade sig i oktober-november 1914. Detta slag kom att bli det första av många under kriget som karaktäriserades av stora förluster på båda sidor, men små förflyttningar av frontlinjer.
Belgiska hamnar, framför allt Oostende och Zeebrygge, blev under ockupationen viktiga baser för det tyska ubåtsvapnet.

### 1915–1916
På våren 1915 blev Ypern skådeplats för en ny typ av vapen, industriellt framställda kemiska stridsmedel. Det andra slaget vid Ypres inleddes 22 april 1915 med ett storskaligt utsläpp av klorgas av tyskarna. Man lyckades trots detta inte få till något genombrott. Även under 1916 förblev frontlinjerna i Belgien i stort sett desamma, även om en hel del blodiga strider utspelade sig i Flandern, där brittiska styrkor försökte sig på ett antal anfall mot de tyska linjerna.

### 1917
Under 1917 ökade intensiteten i stridshandlingarna på belgiskt territorium, till följd av den brittiske fältmarskalken Douglas Haigs plan att anfalla de tyska ställningarna i Flandern och rycka fram längs den belgiska kusten i syfte att omfatta de tyska ställningarna i Belgien. Slaget i Flandern utspelade sig 7 juni till 3 december 1917. De inledande brittiska anfallen i juni var framgångsrika, men 10 juli inledde tyskarna vissa motanfall. Därefter följde tredje slaget vid Ypres som inleddes med brittiska anfall 31 juli, varpå följde flera omgångar av nya anfall med begränsad eller ingen framgång. Förlusterna på såväl brittisk som tysk sida blev enorma, och efter detta slag var de brittiska styrkorna inte längre kapabla till nya större offensiver.

### 1918

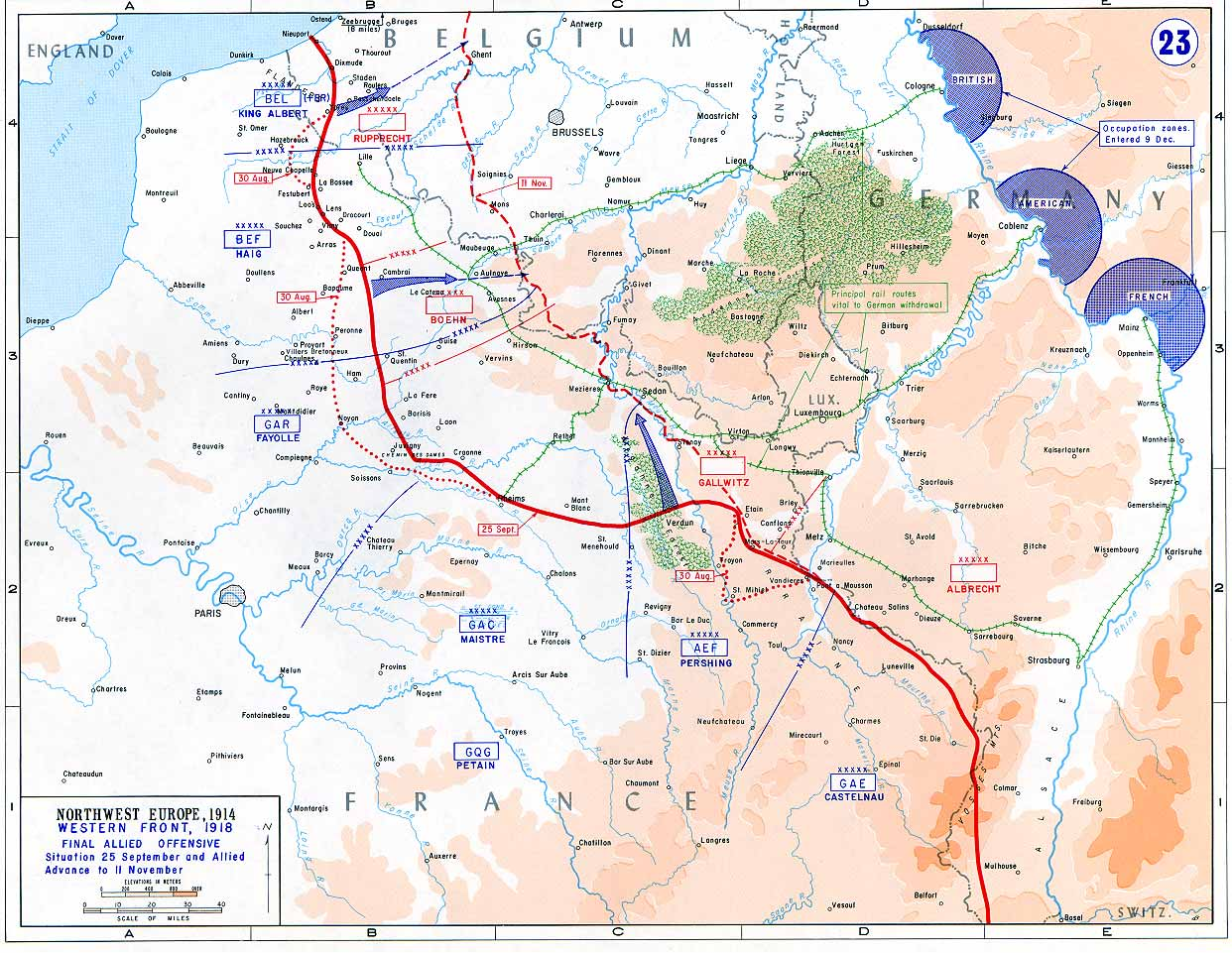
Karta över allierade offensiver på västfronten 1918.

Efter att tyskarna i april 1918 haft vissa framgångar i en offensiv vid Lysfloden, men misslyckats med att skära av de brittiska styrkorna i Flandern och hota hamnarna vid engelska kanalkusten, följde ett fortsatt ställningskrig i Flandern i maj till i början av september 1918. På grund av ett allt sämre läge för tyskarna under 1918, inte minst på grund av USA:s inträde i kriget, inleddes 3 september 1918 en reträtt i Lysområdet till trakten av Ypern i syfte att förkorta fronten. Strax därefter följde allierade offensiver mot de tyska linjerna, med följd att tyskarna successivt retirerade bakåt in i Belgien under fortsatt motstånd. 28 september 1918 startade den första allierade offensiven, som ledde till tysk reträtt till linjen Lombardzyde (vid kusten)-Rousselaere-Armentières, fullbordad den 14 oktober. Fortsatta allierade anfall ledde till reträtt till linjen Ecloo-Deynze-Courtrai till den 20 oktober. I samband med de inledda fredsförhandlingarna, och för att undvika sammanbrott i fronten, retirerade tyskarna ytterligare till en linje genom Belgien i slutet av oktober 1918: väster om Antwerpen-Alost-Nivelles-Charleroi-Givet-Fumay (i Frankrike). Denna betecknades Antwerpen-Maas-ställningen. Efter flera allierade anfall på olika frontavsnitt från 31 oktober, var denna ställning intagen av de allierade den 11 november.
Ytterligare allierade offensiver blev inte av på grund av det vapenstillestånd som ingicks den 11 november 1918 kl 12, och dagen efter påbörjades de tyska truppernas hemtransport från bland annat Belgien, eftersom vapenstilleståndsvillkoren innebar att allt ockuperat territorium omedelbart skulle lämnas.

### Den tyska ockupationen
Som ett led i ockupationen utsåg tyskarna 1914 generalfältmarskalk Colmar von der Goltz som generalguvernör i Belgien. Han följdes 1914–1917 av general Moritz von Bissing, och efter dennes död general Ludwig von Falkenhausen 1917–1918. Ockupationsregimen karaktäriserades av att den flamländska delen av befolkningen och det nederländska språket favoriserades framför franskan och de fransktalande. Bland annat blev universitetet i Gent nederländsktalande, och franskan avskaffades som administrationsspråk i Flandern. Angrepp på och sabotage mot ockupationstrupperna bestraffades också på ett drakoniskt sätt av tyska armén och krigsdomstolar. Redan under krigets första dagar 1914 drabbades civilbefolkning och civil bebyggelse av repressalier efter skottlossningar från gömda personer mot de tyska trupperna.

### Följder
De belgiska förlusterna under första världskriget uppskattas till 38 000 döda och saknade samt 160 000 skadade. 70 000 blev tillfångatagna.
I samband med Versaillesfreden 1919 fick Tyskland avträda det 1915 annekterade området runt Moresnet, samt städerna Eupen och Malmedy till Belgien. De senare utgör idag den tyska språkgemenskapen i Belgien, och ligger i provinsen Vallonien. Belgien kom också i besittning av de tyska kolonierna Urundi och Ruanda.

## Mellankrigstiden
1919 slöts en militärpakt med Frankrike, och från 1921 deltog Belgien i ockupationen av Ruhrområdet. 1925 slöts Locarnofördraget som bland annat garanterade Belgiens östgräns. 1936 sades militärpakten med Frankrike upp, och Belgien siktade åter på neutralitet.

## Andra världskriget

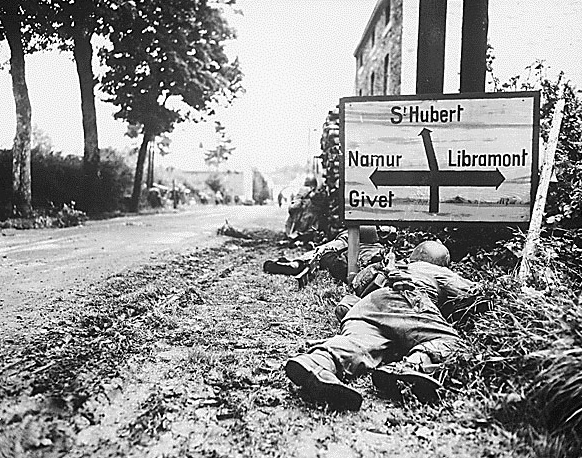
Amerikanska trupper i Libin i belgiska provinsen Luxembourg 7 september 1944.

Under andra världskriget drogs Belgien åter in i kriget, trots sin neutrala status, genom att tyska trupper gick genom landet i syfte att invadera Frankrike. Nazityskland anföll Belgien 10 maj 1940, på ett sätt som såg ut att påminna om Schlieffenplanen. De allierade styrkorna, som stod i Frankrike, ryckte in i norra Belgien för att möta tyskarna. Genom en snabb tysk kringgångsrörelse genom Ardennerna tvingades dock de allierade trupperna snabbt retirera för att inte bli inringade, och Belgien kapitulerade den 28 maj 1940. Kung Leopold III stannade i landet, och kom senare av vissa att anklagas för att vara kollaboratör med ockupationsregimen.
I september 1944, några månader efter landstigningarna i Normandie på Dagen D, lämnade de tyska trupperna Belgien och landet befriades av de allierade trupperna. Nya strider kom att utspela sig i Belgien under Ardennerslaget i december 1944.
Den belgiska exilregeringen under Hubert Pierlot återkom till landet och insatte kungens bror prins Charles av Flandern som regent istället för Leopold III, som sedan juni 1944 varit internerad i Sachsen och som den belgiska regeringen dessutom misstrodde.

## Perioden 1945–1970

### Kontroversen kring Leopold III
Kontroversen kring Leopold III fortsatte efter kriget, och efter att ha befriats från sin tyska fångenskap av amerikanska trupper befann han sig i exil i Schweiz till 1950. En kommission friade 1946 Leopold III från anklagelserna om att ha varit kollaboratör, men kontroversen fortsatte. En folkomröstning om kungens framtid hölls 1949, och resulterade i att 57 % stödde att kungen återvände. Stödet för detta fanns dock framför allt i Flandern, där ett monarkivänligt kristdemokratiskt parti dominerade och resulterade i ett stöd på 72 %. I Vallonien å andra sidan röstade 58 % mot i folkomröstningen. När Leopold III återvände 1950 inträffade strejker initierade av militanta socialister i landets franskspråkiga delar. Därpå följde kravaller som även ledde till dödsoffer vid sammanstötningar med gendarmeriet. Mot bakgrund av detta tillkännagav Leopold III den 16 juli 1951 att han abdikerade till förmån för sin blott 20-årige son Baudouin.

### Avkolonisering
Belgiska Kongo blev självständigt 30 juni 1960, och Rwanda och Burundis självständighet följde 1 juli 1962, varefter Belgien inte längre var en kolonialmakt.

### Belgien som säte för internationella organisationer
Belgien var en av ursprungsmedlemmarna i Europeiska kol- och stålgemenskapen 1952 och i Europeiska ekonomiska gemenskapen 1957, då Romfördraget undertecknades. När dessa utvecklades till EG och senare Europeiska unionen och växte i omfattning blev Bryssel säte för en stor del av dess organisation.
När Frankrike lämnade det operativa samarbetet inom NATO, som Belgien varit medlem i sedan grundandet 1949, flyttade Natos högkvarter och operativa europaledning SHAPE till Belgien 1967.

### Språkmotsättningar
Även om den flamländska delen av befolkningen hela tiden utgjorde en majoritet av befolkningen, hade franskan allt sedan Belgiens bildande 1830 haft en dominerande ställning, bland annat som administrationsspråk. I takt med att Flandern upplevde en snabbare ekonomisk utveckling än Vallonien under perioden efter 1945 blev detta alltmer ohållbart, inte minst eftersom många nederländsktalande betraktade sig som diskriminerade. Många reformer från 1960-talet kom att stärka nederländska språkets ställning. De två Gilsonlagarna från 1962 och 1963 delade upp Belgien i fyra språkområden - ett nederländskt, ett franskt, ett tyskt och ett tvåspråkigt område (franska och nederländska) i Bryssel. En officiell nederländsk version av den belgiska konstitutionen antogs 1967.
Språkmotsättningarna ledde till att de nationella partierna längs hela det politiska spektrumet delades upp i franskspråkiga respektive nederländskspråkiga partier. Språkmotsättningarna och det uppdelade partiväsendet ledde till många instabila regeringar.
En fråga som betraktas som höjdpunkten i språkmotsättningarna var delningen 1968 av det Katolska universitetet i Leuven, Belgiens äldsta, i ett nederländskspråkigt och ett franskspråkigt universitet.

## Perioden 1970-
Som en fortsättning på språkmotsättningarna fick Belgien från 1970-talet en allt tydligare federal struktur. Den första reformen 1970 etablerades tre kulturella gemenskaper (en nederländsk, en fransk och en tysk) baserade på språktillhörighet. I samband med den andra reformen 1980 ombildades dessa till gemenskaper med utökat ansvarsområde. Samtidigt etablerades Flandern och Vallonien som två regioner med geografiskt ansvar.
I den tredje reformen 1988–1989 etablerades Brysselregionen som en tredje region och regionernas ansvarsområde utökades.
En fjärde reform 1993 utökade åter regionernas och gemenskapernas ansvarsområde samt vissa andra ändringar. Den belgiska konstitutionens lydelse ändrades till att ange Belgien som en federal stat, och direktval till regionernas och gemenskapernas parlament infördes. De första valen hölls 21 maj 1995.
Konflikten mellan flamländare och fransktalande valloner gör det svårt att bilda starka regeringar i Belgien. Ofta är det svårt att alls få till koalitioner. Efter valet i maj 2019 dröjde det 16 månader innan en ordinarie regering var på plats. Sju partier ingår i regeringen som leds av den flamländska liberalen Alexander De Croo.